# فارینی
فارینی (به ایتالیایی: Farini) یک کومونه در ایتالیا است که در استان پیاچنزا واقع شده‌است.

## خصوصیات
فارینی ۱۱۲٫۰ کیلومترمربع مساحت و ۱٬۷۴۴ نفر جمعیت دارد.